# 잉글랜드 자유민주당
잉글랜드 자유민주당(영어: English Liberal Democrats)은 잉글랜드의 정당이다. 현재 잉글랜드의 소규모 정당으로 1988년에 설립했다.

## 같이 보기
- 자유민주당 (영국)
- 런던 자유민주당
- 스코틀랜드 자유민주당
- 웨일스 자유민주당
- 북아일랜드 자유민주당